# Эхирит-Булагатский район
Эхири́т-Булага́тский райо́н (бур. Эхирэд Булагадай аймаг) — административно-территориальное образование (район) и муниципальное образование (муниципальный район) в Иркутской области России. Входит в состав Усть-Ордынского Бурятского округа.
Административный центр — посёлок Усть-Ордынский.

## Этимология
Название района происходит от крупных племенных объединений бурят — эхиритов и булагатов, издревле населяющих эти территории, где происходило их формирование и откуда они расселились по всему Прибайкалью.

## История
Эхирит-Булагатский аймак был образован в 1918 году на основании постановления I Общенационального съезда бурят Иркутской губернии и Забайкальской области.
В состав аймака тогда вошли территории современных Эхирит-Булагатского и Баяндаевского районов Усть-Ордынского Бурятского округа, а также Ольхонский район и часть Качугского района нынешней Иркутской области. Административным центром определили улус Ользоны.
9 января 1922 года Эхирит-Булагатский аймак вошёл в состав вновь образованной Монголо-Бурятской автономной области РСФСР.
30 мая 1923 года в результате объединения Монголо-Бурятской АО РСФСР и Бурят-Монгольской АО бывшей Дальневосточной республики была образована Бурят-Монгольская АССР.
Аймак просуществовал в составе Бурят-Монгольской АССР до 1937 года, когда были созданы два бурят-монгольских национальных округа: Агинский в составе Читинской области и Усть-Ордынский в составе Иркутской области с центром в селе Усть-Орда. В состав Усть-Ордынского Бурят-Монгольского национального округа включались три аймака: Аларский, Боханский, Эхирит-Булагатский и три сельских совета Кировского района (Серёдкинский, Евсеевский, Казачинский) и один сельский совет (Усть-Осинский) Балаганского района Иркутской области.
В апреле 1941 года часть территории Эхирит-Булагатского района была передана в новый Баяндаевский район.

## Население
| 1939    | 1959    | 1970    | 1989    | 2002    | 2009    | 2010    |
| ------- | ------- | ------- | ------- | ------- | ------- | ------- |
| 34 948  | ↘27 508 | ↗46 457 | ↘29 005 | ↗29 787 | ↘29 342 | ↗30 597 |
| 2011    | 2012    | 2013    | 2014    | 2015    | 2016    | 2017    |
| ↘30 484 | ↘29 993 | ↘29 619 | ↘29 360 | ↘29 331 | ↗29 492 | ↗29 530 |
| 2018    | 2019    | 2020    | 2021    |         |         |         |
| ↗29 684 | ↗29 999 | ↗30 232 | ↘29 403 |         |         |         |

## Административное устройство
В рамках организации местного самоуправления в Эхирит-Булагатском районе было образовано 13 муниципальных образований со статусом сельских поселений:
| №  | Муниципальное образование | Административный центр | Количество населённых пунктов | Население (чел.) | Площадь (км²) |
| -- | ------------------------- | ---------------------- | ----------------------------- | ---------------- | ------------- |
| 1  | Алужинское                | деревня Алужина        | 3                             | ↘1006            | 320,17        |
| 2  | Ахинское                  | село Ахины             | 5                             | ↘965             | 283,94        |
| 3  | Гаханское                 | село Гаханы            | 2                             | ↘3213            | 522,50        |
| 4  | Захальское                | посёлок Свердлово      | 7                             | ↗1595            | 425,98        |
| 5  | Капсальское               | село Капсал            | 4                             | ↘685             | 166,51        |
| 6  | Корсукское                | деревня Корсук         | 7                             | ↘1001            | 315,29        |
| 7  | Кулункунское              | село Кулункун          | 7                             | ↗1433            | 676,68        |
| 8  | Ново-Николаевское         | село Новониколаевск    | 4                             | ↘887             | 733,67        |
| 9  | Олойское                  | село Олой              | 3                             | ↗1063            | 416,28        |
| 10 | Тугутуйское               | село Тугутуй           | 2                             | ↘1171            | 305,56        |
| 11 | Усть-Ордынское            | посёлок Усть-Ордынский | 1                             | ↗15 278          | 40,38         |
| 12 | Харазаргайское            | село Харазаргай        | 2                             | ↘883             | 307,89        |
| 13 | Харатское                 | село Харат             | 3                             | ↘1052            | 317,55        |

### Населённые пункты
В Эхирит-Булагатском районе 49 населённых пунктов.
| №  | Населённый пункт | Тип     | Население | Муниципальное образование |
| -- | ---------------- | ------- | --------- | ------------------------- |
| 1  | Алужина          | деревня | ↘511      | Алужинское                |
| 2  | Ахины            | село    | ↘319      | Ахинское                  |
| 3  | Байтог           | деревня | ↘284      | Ахинское                  |
| 4  | Барда            | деревня | →20       | Кулункунское              |
| 5  | Батхай           | деревня | →42       | Капсальское               |
| 6  | Баянгазуй        | деревня | ↗194      | Олойское                  |
| 7  | Бозой            | посёлок | ↘2632     | Гаханское                 |
| 8  | Большая Кура     | деревня | ↘194      | Алужинское                |
| 9  | Булуса           | село    | ↘389      | Кулункунское              |
| 10 | Бухтумур         | деревня | →49       | Ахинское                  |
| 11 | Верхний Кукут    | деревня | ↘274      | Харатское                 |
| 12 | Верхняя Идыга    | деревня | ↘103      | Кулункунское              |
| 13 | Гаханы           | село    | ↘750      | Гаханское                 |
| 14 | Гушит            | деревня | ↘139      | Корсукское                |
| 15 | Еловка           | деревня | ↘324      | Захальское                |
| 16 | Зады             | деревня | ↘211      | Капсальское               |
| 17 | Захал            | село    | ↘369      | Захальское                |
| 18 | Ишины            | деревня | ↗111      | Корсукское                |
| 19 | Капсал           | село    | ↘446      | Капсальское               |
| 20 | Комой            | деревня | ↗206      | Тугутуйское               |
| 21 | Корсук           | деревня | ↘509      | Корсукское                |
| 22 | Кударейка        | деревня | ↗220      | Кулункунское              |
| 23 | Кукунут          | деревня | ↘459      | Харазаргайское            |
| 24 | Кулункун         | село    | ↘327      | Кулункунское              |
| 25 | Куяда            | деревня | ↘298      | Захальское                |
| 26 | Мурино           | деревня | ↘42       | Захальское                |
| 27 | Муромцовка       | село    | ↘193      | Ново-Николаевское         |
| 28 | Нижний Кукут     | деревня | →0        | Харатское                 |
| 29 | Нижняя Идыга     | деревня | ↘294      | Кулункунское              |
| 30 | Новониколаевск   | село    | ↘438      | Ново-Николаевское         |
| 31 | Олой             | село    | ↘647      | Олойское                  |
| 32 | Ордынский        | посёлок | ↘11       | Корсукское                |
| 33 | Отонхой          | деревня | ↘263      | Олойское                  |
| 34 | Рудовщина        | деревня | ↘49       | Захальское                |
| 35 | Сагарук          | деревня | →48       | Корсукское                |
| 36 | Свердлово        | посёлок | ↘483      | Захальское                |
| 37 | Серафимовск      | деревня | ↘174      | Ахинское                  |
| 38 | Солянка          | деревня | →4        | Капсальское               |
| 39 | Тимошинск        | деревня | ↘181      | Ахинское                  |
| 40 | Толодой          | деревня | ↘22       | Кулункунское              |
| 41 | Тотохон          | деревня | →93       | Корсукское                |
| 42 | Тугутуй          | село    | ↘971      | Тугутуйское               |
| 43 | Усть-Ордынский   | посёлок | ↗15 364   | Усть-Ордынское            |
| 44 | Хабаровская      | деревня | →281      | Ново-Николаевское         |
| 45 | Харазаргай       | село    | ↗415      | Харазаргайское            |
| 46 | Харанут          | деревня | ↘285      | Алужинское                |
| 47 | Харат            | село    | ↘849      | Харатское                 |
| 48 | Хуты             | деревня | →10       | Ново-Николаевское         |
| 49 | Шохтой           | деревня | ↘167      | Корсукское                |

### Упразднённые населённые пункты
- деревня Батхай (МО «Кулункунское») — в конце 2013 года при распространении действия закона упразднённого Усть-Ордынского Бурятского автономного округа о статусе и границах его муниципальных образований на территорию расширившейся Иркутской области и актуализации данных деревня была исключена из реестров. До этого учитывалась как отдельный населённый пункт, в том числе в ежегодных статистических бюллетенях Иркутскстата. Ныне считается отдалённой частью деревни Кударейка;
- деревня Шертой — аналогично вышеуказанной деревне. Ныне не считается частью какого-либо населённого пункта;
- в 2015 году: посёлок Светлый, деревни Шедой, Октябрьская[23];
- посёлок Красный Яр (2023)[24].